# Pouteria
Pouteria é um género botânico pertencente à família Sapotaceae.

## Espécies
| - Pouteria adolfi-friedericii - Pouteria altissima - Pouteria amapaensis - Pouteria amygdalina - Pouteria andarahiensis - Pouteria anteridata - Pouteria arcuata - Pouteria areolatifolia - Pouteria arguacoensium - Pouteria aristata - Pouteria arnhemica (F.Muell. ex Benth.) Baehni - Pouteria atabapoensis - Pouteria austin-smithii - Pouteria australis (R.Br.) Baehni - Pouteria bapeba - Pouteria beaurepairei - Pouteria belizensis - Pouteria benai - Pouteria bonneriana - Pouteria bracteata - Pouteria brevensis - Pouteria brevipedicellata - Pouteria brevipetiolata - Pouteria briocheoides - Pouteria brownlessiana (F.Muell.) Baehni - Pouteria buenaventurensis - Pouteria bullata - Pouteria butyrocarpa - Pouteria caimito – Abiu, abiurana ferro - Pouteria calistophylla - Pouteria campechiana - Pouteria canaimaensis - Pouteria capacifolia - Pouteria cayennensis - Pouteria chartacea (F.Muell. ex Benth.) Baehni - Pouteria chiricana - Pouteria chocoensis - Pouteria cicatricata - Pouteria cinnamomea - Pouteria coelomatica - Pouteria collina - Pouteria congestifolia - Pouteria contermina - Pouteria costata - Pouteria crassiflora - Pouteria cubensis - Pouteria cuspidata (A.DC.) Baehni - Pouteria danikeri | - Pouteria decussata - Pouteria eerwah (F.M.Bailey) Baehni - Pouteria espinae - Pouteria euryphylla - Pouteria euphlebia (F.Muell.) Baehni - Pouteria exstaminodia - Pouteria filiformis - Pouteria fossicola - Pouteria foveolata - Pouteria franciscana - Pouteria fulva - Pouteria furcata - Pouteria gabrielensis - Pouteria gigantea - Pouteria glauca - Pouteria gracilis - Pouteria grandiflora - Pouteria guianensis Aubl. - Pouteria hotteana - Pouteria howeana (F.Muell.) Baehni - Pouteria izabalensis - Pouteria juruana - Pouteria kaalaensis - Pouteria kaieteurensis - Pouteria krukovii - Pouteria latianthera - Pouteria leptopedicellata - Pouteria longifolia - Pouteria lucens - Pouteria lucuma – Lúcuma, Lucumo - Pouteria macahensis - Pouteria macrocarpa - Pouteria macrophylla – Abiu-cutite, Tuturubá - Pouteria maguirei - Pouteria melanopoda - Pouteria micrantha - Pouteria microstrigosa - Pouteria minima - Pouteria moaensis - Pouteria multiflora - Pouteria myrsinifolia (F.Muell.) Jessup - Pouteria myrsinodendron (F.Muell.) Jessup - Pouteria nemorosa - Pouteria nudipetala - Pouteria obovata (R.Br.) Baehni - Pouteria oppositifolia - Pouteria orinocoensis - Pouteria oxypetala - Pouteria pachycalyx - Pouteria pachyphylla | - Pouteria pallens - Pouteria pallida - Pouteria pariry - Pouteria peduncularis - Pouteria penicillata - Pouteria peruviensis - Pouteria petiolata - Pouteria pimichinensis - Pouteria pinifolia - Pouteria pisquiensis - Pouteria platyphylla - Pouteria pohlmaniana (F.Muell.) Baehni - Pouteria polysepala - Pouteria psammophila - Pouteria pseudoracemosa - Pouteria puberula - Pouteria pubescens - Pouteria putamen-ovi - Pouteria retinervis - Pouteria rhynchocarpa - Pouteria ramiflora (Mart.) Radlk. - Pouteria richardii (F.Muell.) Baehni - Pouteria rigidopsis - Pouteria rodriguesiana - Pouteria rufotomentosa - Pouteria sagotiana - Pouteria sandwicensis (A.Gray) Baehni & O.Deg. – ʻĀlaʻa (Hawaiʻi) - Pouteria sapota – abricó - Pouteria sclerocarpa - Pouteria scrobiculata - Pouteria semecarpifolia - Pouteria sericea - Pouteria sessilis - Pouteria silvestris - Pouteria sipapoensis - Pouteria splendens - Pouteria squamosa - Pouteria stenophylla – Pouteria do Rio de Janeiro (extinto) - Pouteria subsessilifolia - Pouteria tarapotensis - Pouteria tarumanensis - Pouteria tenuisepala - Pouteria torta (Mart.) Radlk. - Pouteria trigonosperma - Pouteria triplarifolia - Pouteria ucuqui – Ucuqui - Pouteria vernicosa - Pouteria villamilii - Pouteria virescens - Pouteria xerocarpa (F.Muell. ex Benth.) Baehni - Pouteria xylocarpa |